# Stoischer Weiser
Der stoische Weise (griechisch σοφός, lateinisch sapiens) ist das Idealbild der stoischen Ethik, das zuerst von Chrysippos von Soloi (3. Jh. v. Chr.) formuliert wurde.

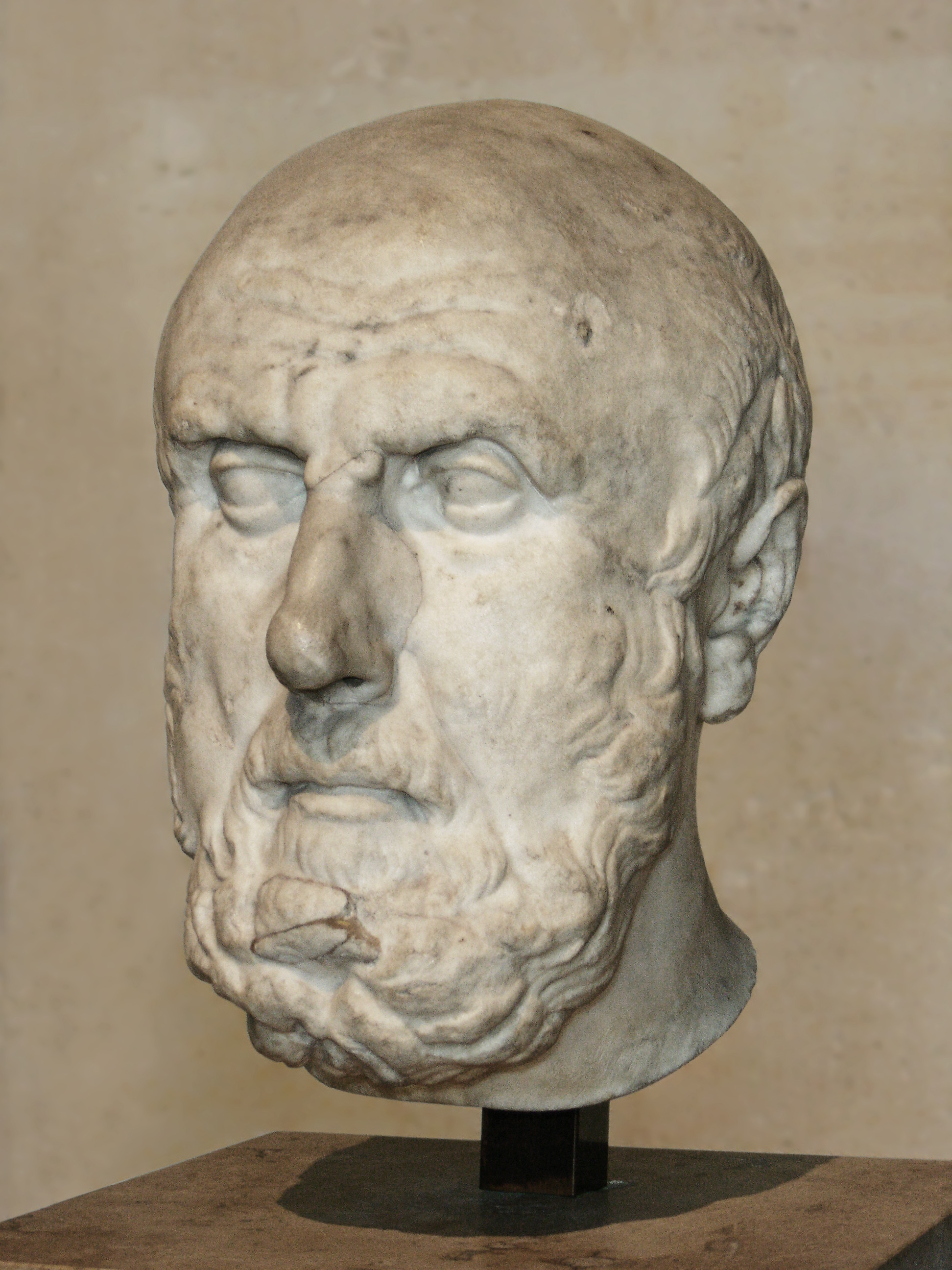
Der Philosoph Chrysipp definierte den stoischen Weisen, hielt sich selbst aber für keinen. Römische Kopie einer griechischen Marmorbüste, Paris, Louvre

## Antike Philosophie
Der Weise lebt demnach in vollkommener Weise in Übereinstimmung mit der Natur, die mit der Vernunft und gleichzeitig mit der Tugend identifiziert wird, dem höchsten Gut der Stoiker. In allen seinen Handlungen zeigen sich in gleichem Maße alle vier Kardinaltugenden: die Weisheit, die Tapferkeit, die Mäßigung und die Gerechtigkeit. Daher besitzt er aus zwei Gründen Eudaimonia, die vollkommene Glückseligkeit: Zum einen hat er erkannt, dass die Affekte und Begierden allein auf Geisteskrankheiten oder Irrtümern beruhen. Somit ist er von ihnen frei und als Individuum autark. Da Affekte und Begierden immer körperbezogen sind, führt das bei einigen Stoikern wie Poseidonios (135–51 v. Chr.) und Epiktet (ca. 50–125) zu einer gewissen Leibfeindlichkeit und Verachtung alles Körperlichen. Zwar habe ein solcher vollkommener Mensch keine Bedürfnisse mehr, doch sei es ihm von Nutzen, mit Gott in Freundschaft zu leben, die aus einer Übereinstimmung im Urteil über das Gute und das Böse bestehe.
Zum anderen heißt es, dem Weisen sei klar, dass alle Lust und alle Unlust in Bezug auf das höchste Gut indifferent sind, αδιάφορον adiaphoron. Die Wechselfälle des in stoischer Sicht unwandelbaren und vorherbestimmten Schicksals wie Krankheit, Armut oder gesellschaftliche Isolation kann er mit der sprichwörtlich gewordenen stoischen Ruhe ertragen, der απάθεια apatheia (Leidenschaftslosigkeit). Allenfalls „positive Leidenschaften“ wie Freundlichkeit, Freude oder Liebe zu seinen Kindern werden ihm gestattet. Auch Mitleid, das sozusagen eine Ansteckung mit den negativen Affekten eines anderen bedeute, störe die Seelenruhe des Weisen und wurde deshalb explizit abgelehnt. Das schloss aber nicht aus, dass er Hilfsbedürftigen half oder Almosen gab. Sogar eine Verantwortungsübernahme im politischen Raum wurde von einigen Stoikern mit dem Ideal des Weisen für kompatibel erachtet. Hierin unterscheidet sich das stoische Ideal des leidenschaftslosen Weisen von dem epikureischen Ziel der ἀταραξία ataraxia (Unverwirrtheit, die Distanz zum gesellschaftlich-politischen Geschehen impliziert), mit dem es sonst vieles gemeinsam hat.
Cicero (106–43 v. Chr.) kann daher in seinen Tusculanae disputationes, die auf stoischen Quellen basieren, erklären, der Weise sei glücklich selbst auf der Folter. Der griechische Philosoph Plutarch (45-ca. 125), der den Stoikern kritisch gegenüberstand, überliefert eine Formulierung, in der das paradoxe Glück des Weisen noch weiter zugespitzt wird:

„Der stoische Weise verliert auch im Kerker seine Freiheit nicht; man stürze ihn vom Felsen herab, er leidet keine Gewalt; man spanne ihn auf die Folter, er leidet keine Qual; man hacke ihm die Glieder ab, er bleibt unverletzt; fällt er auch beim Ringen, ist er doch unbesiegt; man schließe ihn mit Mauern ein, ihm gilt keine Belagerung; wird er von den Feinden verkauft, so ist er doch kein Gefangener.“

Dass eine Manifestation dieses Idealbilds in der Realität überaus unwahrscheinlich war, räumten die Stoiker unumwunden ein. Bei Alexander von Aphrodisias, einem Peripatetiker des 3. Jahrhunderts, ist überliefert, sie hielten einen stoischen Weisen für „seltener als den Phönix“. Gleichwohl behaupteten die Stoiker, dieses Ideal sei die einzige Möglichkeit für einen Menschen, glücklich zu werden. In seinen 46 v. Chr. entstandenen Paradoxa Stoicorum diskutiert Cicero die These, wer kein Weiser sei, sei notwendigerweise ein Sklave. Der stoische Philosoph Seneca (ca. 1–65) rückte von den allzu rigorosen Forderungen der alten und mittleren Stoa ab und stellte alltagspraktische Ratschläge in den Mittelpunkt seiner belehrenden Schriften. So betont er in einem seiner Briefe zu Fragen der Ethik, dass das Leben bereits dann erträglich werde, wenn man nur angefangen habe, nach Weisheit zu streben. Gleichwohl verwendet auch er die Figur des nahezu gottgleichen vollkommenen Weisen, um zu zeigen, wie erstrebenswert dessen Eigenschaften seien:

“Si hominem videris interritum periculis, intactum cupiditatibus, inter adversa felicem, in mediis tempestatibus placidum, ex superiore loco homines videntem, ex aequo deos, non subibit te veneratio eius? non dices, 'ista res maior est altiorque quam ut credi similis huic in quo est corpusculo possit'?”

„Wenn du einen Menschen siehst, nicht zu schrecken von Gefahren, unberührt von Begierden, im Unglück glücklich, mitten in stürmischen Zeiten gelassen, von einer höheren Warte die Menschen sehend, von gleicher Ebene die Götter, wird dich nicht Ehrfurcht vor ihm ankommen?“

In seiner Schrift De beneficiis (Über die Wohltaten) definiert Seneca den Weisen als jemanden, dem die ganze Welt gehöre, der aber keinerlei Mühe habe, sie in seinem Besitz zu behalten. Wie ein Gott sehe er als mächtigster und bester auf die gesamte Menschheit herab.
Die Stoiker wurden für ihr utopisches Ideal des Weisen bereits in der Antike scharf kritisiert. Seneca selbst erlaubt gleich nach der eben zitierten Definition aus de beneficiis, sich darüber lustig zu machen: „derideas licet“. Insbesondere die antidogmatisch-skeptischen Akademiker fanden im Ideal des Weisen einen Angriffspunkt. So lässt Cicero in seiner theologischen Schrift De natura deorum Gaius Aurelius Cotta als Vertreter dieser Schule gegen die Stoiker polemisieren, die ein allzu unwahrscheinliches Glück als Ideal hinstellten:

“Nam si stultitia consensu omnium philosophorum maius est malum, quam si omnia mala et fortunae et corporis ex altera parte ponantur, sapientiam autem nemo adsequitur, in summis malis omnes sumus, quibus vos optume consultum a dis inmortalibus dicitis.”

„Denn wenn nach dem übereinstimmenden Urteil aller Philosophen Unwissenheit ein größeres Übel als alle ihre gegenübergestellten Schicksalsschläge und körperlichen Leiden zusammen, die wahre Weisheit dagegen niemand erlangen kann, so befinden wir uns alle im größten Unglück, wir, für die nach eurer Behauptung die unsterblichen Götter aufs beste gesorgt haben.“

Der Dichter Horaz (65–8 v. Chr.), der in seiner Jugend Epikureer gewesen war, goss noch in seiner im Jahr 20 v. Chr. veröffentlichten ersten Epistel beißenden Spott über die Stoiker und ihren Weisen aus, der wie Jupiter reich, frei, geehrt, schön und vor allem gesund sei – es sei denn, ihn quäle ein Schnupfen.

## Rezeption

### Antike
In der Antike wurden bedeutende Männer durch die Darstellung ihres Todes oft zu stoischen Weisen stilisiert: Die Autoren legen dann großen Wert darauf zu zeigen, dass ihr Held dem Tod mutig und würdevoll entgegengegangen und bis ans Ende Herr seiner Affekte geblieben sei. Beispiele sind Marcus Porcius Cato der Jüngere, wie ihn Lucan in seinen Pharsalia ausmalt: frei von Affekten, rein der Vernunft gehorchend, voll Liebe zum Staat und seinen Mitmenschen und dabei glücklich, die Schilderung von Senecas erzwungenem Selbstmord in den Annalen des Tacitus oder die Heroisierung des Ablebens von Plinius dem Älteren beim Ausbruch des Vesuv 79 durch seinen Neffen. In der Bibelwissenschaft wird auf Parallelen zwischen der Schilderung des stoischen Weisen und dem Heiligkeitsideal der frühen Christen verwiesen. Der Apostel Paulus beschreibt im ca. 56 entstandenen zweiten Korintherbrief seine eigene paradoxe Lage in Bedrängnis und Schwäche bei gleichzeitiger Herrlichkeit und Zuversicht:

„Von allen Seiten werden wir in die Enge getrieben und finden doch noch Raum; wir wissen weder aus noch ein und verzweifeln dennoch nicht; wir werden gehetzt und sind doch nicht verlassen; wir werden niedergestreckt und doch nicht vernichtet. Wohin wir auch kommen, immer tragen wir das Todesleiden Jesu an unserem Leib, damit auch das Leben Jesu an unserem Leib sichtbar wird.“

Somit liegt zumindest eine indirekte Beeinflussung durch die stoische Philosophie nahe.

### Neuzeit
Trotz der starken Rezeption der stoischen Ethik seit der Renaissance spielte das Ideal des Weisen in der Philosophie der Neuzeit keine bedeutende Rolle. Arthur Schopenhauer spottete 1819 in seinem Werk Die Welt als Wille und Vorstellung:

„Der Stoische Weise [konnte] in ihrer [der Stoiker] Darstellung selbst, nie Leben oder innere poetische Wahrheit gewinnen […], sondern [bleibt] ein hölzerner, steifer Gliedermann […], mit dem man nichts anfangen kann, der selbst nicht weiß wohin mit seiner Weisheit, dessen vollkommene Ruhe, Zufriedenheit, Glücksäligkeit dem Wesen der Menschheit geradezu widerspricht und uns zu keiner anschaulichen Vorstellung davon kommen läßt.“

Das Ideal des stoischen Weisen wird heute unterschiedlich bewertet. Zum Teil kritisiert man es als strukturell inhuman: Der stoische Weise wird zwar beispielsweise ein Kind aus einem brennenden Haus retten, aber nicht um des Kindes willen, sondern um selbst das Rechte zu tun; sollte sein Rettungsversuch scheitern und das Kind sterben, würde der stoische Weise kein Bedauern empfinden, da er eo ipso frei von störenden Affekten wäre, da zweitens der Tod auch für das Kind ja kein Übel sei, und da drittens der Tod des Kindes von der Vorsehung veranlasst wäre, die mit dem die Welt durchwaltenden göttlichen Logos identisch sei. Positiver urteilt der französische Philosoph Pierre Hadot (1922–2010), der die stoische Philosophie als Anleitung zu spirituellen Übungen versteht, mit denen man lerne, seinem Schicksal zuzustimmen, indem man Ereignisse, die außerhalb des eigenen Willens liegen, in die Perspektive einer universellen Ordnung stelle. Insofern beziehe sich, wie die Philosophin Nathalie Sarthou-Lajus zusammenfasst, die berühmte Gleichgültigkeit des stoischen Weisen nicht auf mangelndes Interesse. Im Gegenteil, der Weise lerne, mit gleicher Liebe und ohne Unterschied zu akzeptieren, was unabhängig von seinem Willen geschehe.

## Nachweise
1. ↑  R. W. Sharples: Stoics, Epicureans and Sceptics. An Introduction to Hellenistic Philosophy. Routledge, New York 1996, S. 107.
2. ↑  Carl-Friederich Geyer: Einführung in die Philosophie der Antike. Wissenschaftliche Buchgesellschaft, Darmstadt 1978, S. 98ff.
3. ↑  Mark Andrew Holowchak: The Stoics, A Guide for the Perplexed. Continuum International, London u. a. 2008, S. 19–25.
4. ↑  Willy Hochkeppel: War Epikur ein Epikureer? Aktuelle Weisheitslehren der Antike. dtv, München 1984, S. 172.
5. ↑  Jula Wildberger: Seneca und die Stoa: Der Platz des Menschen in der Welt. Band 1: Text. Walter de Gruyter, Berlin/New York. 2006, ISBN 978-3-11-091563-1, S. 267 f.
6. ↑  Amelie Oksenberg Rorty: Besänftigung der stoischen Leidenschaften. Die zwei Gesichter der Individualität. In: Barbara Guckes (Hrsg.): Zur Ethik der älteren Stoa. Vandenhoeck & Ruprecht, Göttingen 2004, S. 166.
7. ↑  Christoph Halbig: Die stoische Affektenlehre. In: Barbara Guckes (Hrsg.): Zur Ethik der älteren Stoa. Vandenhoeck & Ruprecht, Göttingen 2004, S. 66 f.
8. ↑  Peter Scholz: Der Philosoph und die Politik. Die Ausbildung der philosophischen Lebensform und die Entwicklung des Verhältnisses von Philosophie und Politik im 4. und 3. Jh. v. Chr. Franz Steiner Verlag, Stuttgart 1998, S. 349f.
9. ↑  Carl-Friederich Geyer: Einführung in die Philosophie der Antike. Wissenschaftliche Buchgesellschaft, Darmstadt 1978, S. 104.
10. ↑  Cicero, Tusculanae disputationes 5,73; diese These hatte auch Epikur vertreten, Malte Hossenfelder: Die Philosophie der Antike. Band 3: Stoa, Epikureismus und Skepsis. 2. Auflage. C. H. Beck, München 1985, S. 116.
11. ↑  Plutarch: Von der Ruhe des Gemüts und andere philosophische Schriften. Hrsg. und übers. von Bruno Snell. Artemis, Zürich 1948, S. 75.
12. ↑  Alexander von Aphrodisias 61N
13. ↑  Seneca, Epistulae morales 16,1; L. Annaeus Seneca: Philosophische Schriften. hrsg. und übers. von Manfred Rosenbach. Band 3, 4. Auflage. Wissenschaftliche Buchgesellschaft, Darmstadt 1995, S. 122.
14. ↑  Seneca, Epistulae morales 41,4; L. Annaeus Seneca: Philosophische Schriften. Hrsg. und übers. von Manfred Rosenbach. Band 3, 4. Auflage. Wissenschaftliche Buchgesellschaft, Darmstadt 1995, S. 327.
15. ↑  „Unus est sapiens, cuius omnia sunt nec ex difficili tuenda. … omne humanum genus potentissimus eius optimusque infra se videt.“ Seneca, De beneficiis 7,3,2. L. Annaeus Seneca: Philosophische Schriften. Hrsg. und übers. von Manfred Rosenbach. Band 5, 4. Auflage. Wissenschaftliche Buchgesellschaft, Darmstadt 1995, S. 532.
16. ↑  Seneca, De beneficiis 7,3,3. L. Annaeus Seneca: Philosophische Schriften. Hrsg. und übers. von Manfred Rosenbach. Band 5, 4. Auflage. Wissenschaftliche Buchgesellschaft, Darmstadt 1995, S. 532.
17. ↑  Cicero, De natura deorum 3,79; M. Tullii Ciceronis: De natura deorum, libri III. Vom Wesen der Götter. Drei Bücher. lateinisch-deutsch, hg., übers. u. erl. v. Wolfgang Gerlach und Karl Bayer. Heimeran Verlag, München 1978, S. 441.
18. ↑  Horaz, Epistulae 1,1: 5,106-108; Marcia L. Colish: The Stoic Tradition from Antiquity to the Early Middle Ages. Stoicism in Classical Latin Literature. Brill, Leiden 1990, S. 180.
19. ↑  Jan Radicke: Lucans poetische Technik. Studien zum historischen Epos (= Mnemosyne Supplement 249). Brill, Leiden 2004, S. 140–151.
20. ↑  Bernhard Zimmermann: Der Tod des Philosophen Seneca. Stoische probatio in Literatur, Kunst und Musik. In: Barbara Neymeyr, Jochen Schmidt, Bernhard Zimmermann: Stoicism in European Philosophy, Literature, Art, and Politics. A Cultural History from Antiquity to Modernity. Walter de Gruyter, Berlin/New York 2008, S. 393–424.
21. ↑  Eckard Lefèvre: Plinius-Studien VI. Der große und der kleine Plinius. Die Vesuv-Briefe (6,16; 6,20). In: Gymnasium. Band 103, 1996, S. 200.
22. ↑  2 Kor 4,8-10 EU
23. ↑  Wolfgang Schrage: Kreuzestheologie und Ethik im Neuen Testament. Gesammelte Studien. Vandenhoeck & Ruprecht, Göttingen 2004, S. 29 f.
24. ↑  Arthur Schopenhauer: Die Welt als Wille und Vorstellung, Erstes Buch, § 16 (online) auf Zeno.org).
25. ↑  Anthony A. Long: Hellenistic Philosophy: Stoics, Epicureans, Sceptics. Taschenbuchausgabe. University of California Press, Los Angeles 1986, S. 197 f.
26. ↑  Nathalie Sarthou-Lajus: Du goût pour les stoïciens. In: Études. 410 (2009), Heft 6, S. 775–786, hier S. 778.